# Jeken
Regne de Jeken o Jaken (Godomey) fou un estat africà d'origen popo (hula) que existia al segle xvii i era vassall del regne d'Allada. Estava situat a l'oest de Cotonou.
El 1732 fou conquerida per Dahomey i el 1741 fou destruïda una segona vegada. Encara serà destruïda per tercer cop pel rei Kpengla el 1774 o 1775; el intent de repoblació i reconstrucció per part d'aquest rei el 1777 no va reeixir.